# Kraftwerk Opole
Das Kraftwerk Opole ist ein 1993 in Betrieb genommenes kohlebefeuertes Kraftwerk bei Opole in Polen. Es verfügt über eine Gesamtleistung von 3280 Megawatt.
Mit einem CO2-Ausstoß von 10,7 Mio. Tonnen verursachte das Kraftwerk im Jahr 2021 die zehnthöchsten Treibhausgasemissionen aller europäischen Kraftwerke.